# Ampondralava
Ampondralava è una città e comune del Madagascar situata nel distretto di Ambilobe, regione di Diana. 
La popolazione del comune rilevata nel censimento 2001 era pari a 6 381 unità.